# SMG F1

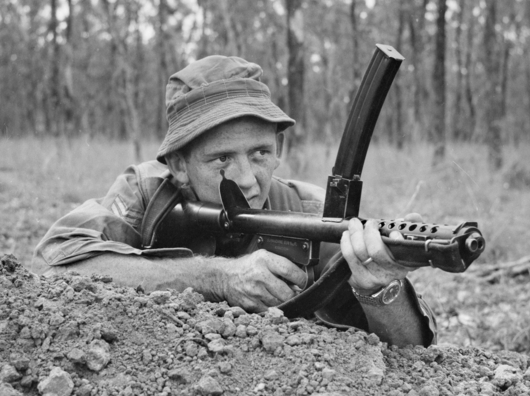
Soldat australien s'entraînant à tirer au SMG F1.

Le SMG F1 est le pistolet-mitrailleur des Forces armées australiennes depuis 1963 (d’abord comme X3). .
 

## Présentation
Remplaçant du Owen Mk 1, il est issu des prototypes X 1 et X2 de 1959 et de 1960. De son prédécesseur, elle conserve l’introduction du chargeur par le dessus de l’arme et les organes de visée décalent vers la droite. Le chargeur courbe et la carcasse tubulaire terminée par un manchon perforé entourant le canon sont empruntés au L2A3. Il possède une courte crosse triangulaire en bois qui lui est propre. Son levier d’armement est placé à gauche Enfin son bloc pontet/poignée pistolet comportant un levier sélecteur/sécurité manuelle provient du fusil L1A1 alors en service. Sur le plan mécanique, le PM F1 est aussi similaire au L2A3 puisqu’il tire avec une culasse non calée et un sélecteur de tir. 

## Le PM F1 au combat
Il a été produit par la Manufacture d'armes légères de Lithgow à environ 25 000 exemplaire de 1962 à 1973. Il a été ainsi utilisé par l'Armée australienne durant la guerre du Viêt Nam. Il est enfin en service dans la Royal Papua New Guinea Constabulary et fut utilisé donc lors de la Guerre civile de Bougainville.

## Données numériques
- Munition : 9mm Parabellum
- Longueur totale sans/avec baïonnette : 71,4 cm/92,7 cm
- Longueur du canon : 20,3 cm
- Masse de l’arme vide : 3, 27 kg
- Cadence de tir théorique : 600 coups par minute
- Chargeur : 34 cartouches

## Sources
- W.FOWLER, A. NORTH & CH. STRONGE, L'Encyclopédie illustrée des pistolets, revolvers, mitraillettes & pistolets mitrailleurs, Terres éditions, 2013 (traduction française d'un ouvrage collectif anglais)
- L'Encyclopédie de l'Armement mondial, par J. Huon (éditions Grancher, 7 tomes, 2011-2015).